# Diadromus medialis
Diadromus medialis är en stekelart som beskrevs av Thomson 1891. Diadromus medialis ingår i släktet Diadromus och familjen brokparasitsteklar. Arten är reproducerande i Sverige. Inga underarter finns listade i Catalogue of Life.